# Angela (canção)
"Angela" é uma canção dos Bee Gees lançada como single em países europeus (exceto no Reino Unido) em 1988. Também foi lançada num extended play promocional para as rádios no Brasil. Não alcançou sucesso.

## Histórico

Os Bee Gees no videoclipe.

A canção foi, provavelmente, composta em 1986. Scott Glasel, engenheiro assistente do álbum, diz que Barry Gibb trouxe para o estúdio Panther House, em Miami, fitas demo com músicas apenas em vocal e guitarra (e um metrônomo), e então gravaram demos completas em estúdio. Entre elas, está a demo de "Angela", com 4:00 (na velocidade correta), à qual foi adicionada teclado, baixo e algum vocal de apoio, sobressaindo-se, porém, o vocal e a guitarra originais. Em 1987, durante as gravações nos estúdios Middle Ear e Criteria, foi feita a programação de bateria final e adicionados piano, sintetizadores e teclados, deixando a guitarra quase inaudível na mixagem final do álbum. Os vocais principais são de Barry Gibb.
A canção é composta de um refrão simples, "Angela, I'm still alive!", e de duas grandes estrofes. A letra traz uma pessoa que está distante ou perdeu uma pessoa amada chamada Angela; essa pessoa lembra com saudosismo os momentos juntos e diz que ainda a ama, e sem ela está vazio por dentro.
Um videoclipe foi feito para promover a canção. Nele, aparecem cenas dos Bee Gees cantando em um estúdio ou uma casa intercaladas com a de uma modelo posando, incorporando a destinatária da canção.
Afora o videoclipe, a canção teve pouca promoção, pois em 5 de março de 1988 morre Andy Gibb, irmão mais novo dos Bee Gees, o que os fez se afastar de aparições públicas por mais de um ano. Assim, a canção apenas chegou ao 52º lugar nas paradas alemãs e ao 89º nas neerlandesas.

## Lista de faixas
Todas as faixas escritas e compostas por B., R. & M. Gibb. 
| Single 7" (WB 927 957-7) |                                  |         |  |
| N.º                      | Título                           | Duração |  |
| 1.                       | "Angela" (Edit)                  | 4:18    |  |
| 2.                       | "You Win Again" (Extended Remix) | 5:14    |  |
| Duração total:           | Duração total:                   | 9:32    |  |

| 12" (920 879-0) e Mini CD (WB 920 879-2) |                                                   |         |  |
| N.º                                      | Título                                            | Duração |  |
| 1.                                       | "Angela" (LP Version)                             | 4:55    |  |
| 2.                                       | "Live Or Die (Hold Me Like a Child)" (LP Version) | 4:41    |  |
| 3.                                       | "You Win Again" (Extended Remix)                  | 5:14    |  |
| Duração total:                           | Duração total:                                    | 14:50   |  |

| 12" promocional (BRA) (PROMO Nº 1/88 - 6WP.0004) |                           |                                      |                |         |  |
| N.º                                              | Título                    | Compositor(es)                       | Intérprete     | Duração |  |
| 1.                                               | "The Look of Love"        | Madonna, Patrick Leonard             | Madonna        | 3:59    |  |
| 2.                                               | "T.V. Man"                | Trevor Tanner, The Bolshoi           | The Bolshoi    | 4:33    |  |
| 3.                                               | "Angela"                  | Barry Gibb, Robin Gibb, Maurice Gibb | Bee Gees       | 4:55    |  |
| 4.                                               | "I Think We're Alone Now" | Ritchie Cordell                      | Tiffany        | 3:45    |  |
| Duração total:                                   | Duração total:            | Duração total:                       | Duração total: | 17:12   |  |

## Ficha técnica
Fonte:
- Barry Gibb — vocal principal, vocal de apoio, violão, programação de bateria e percussão
- Robin Gibb — vocal de apoio
- Maurice Gibb — vocal de apoio, violão
- Robbie Kondor — teclados
- Rhett Lawrence — teclados
- Greg Phillingames — piano elétrico
- Nick Moroch — guitarra elétrica
- Will Lee — baixo
- Brian Tench — programação de bateria e percussão

- Arranjo da faixa-base: Barry Gibb, Maurice Gibb
- Arranjo de orquestra: Arif Mardin, Robbie Kondor, Reg Griffin
- Engenharia de áudio: Brian Tench, Scott Glasel
- Produção: Arif Mardin, Barry Gibb, Robin Gibb, Maurice Gibb, Brian Tench

## Posições nas paradas
| País                            | Posição |
| ------------------------------- | ------- |
| Alemanha — Media Control Charts | 52      |
| Países Baixos — MegaCharts      | 89      |